# 데자빌뚜와라는 이름의 비디오 테이프
데자빌뚜와라는 이름의 비디오 테이프(Deshabille-toi라는 이름의 비디오 테이프)는 한국에서 제작된 이경원 감독의 1999년 멜로/로맨스 영화이다. 이은주 등이 주연으로 출연하였고 이경훈 등이 제작에 참여하였다.

## 출연

### 주연
- 이은주
- 최석환
- 오병택

## 제작진
- 조명: 한기엽
- 조연출: 임상진
- 조연출: 이희승
- 미술: 김연선
- 미술: 김태희
- 스토리보드: 이경훈